# Jeże (podrodzina ssaków)
Jeże (Erinaceinae) – podrodzina ssaków z rodziny jeżowatych (Erinaceinae).

## Występowanie
Podrodzina obejmuje gatunki występujące w Eurazji i Afryce.

## Systematyka
Do podrodziny należą następujące występujące współcześnie rodzaje:
- Erinaceus Linnaeus, 1758 – jeż
- Atelerix Pomel, 1848 – afrojeż
- Paraechinus Trouessart, 1879 – piaskojeż
- Hemiechinus Fitzinger, 1866 – stepojeż
- Mesechinus Ognev, 1951 – chinojeż

Opisano również rodzaje wymarłe:
- Amphechinus Aymard, 1850[23]
- Dimylechinus Hürzeler, 1944[24] – jedynym przedstawicielem był Dimylechinus bernoullii Hürzeler, 1944
- Gymnurechinus Butler, 1956[25]
- Mellalechinus Zijlstra, 2012[26] – jedynym przedstawicielem był Mellalechinus salis (Lavocat, 1961)
- Mioechinus Butler, 1948[27]
- Oligoechinus Li Zhichao, Li Yongxiang, Xue Xiangxu, Li Wenhou, Zhang Yunxiang & Yang Fu, 2019[28] – jedynym przedstawicielem był Oligoechinus lanzhouensis Li Zhichao, Li Yongxiang, Xue Xiangxu, Li Wenhou, Zhang Yunxiang & Yang Fu, 2019
- Ladakhechinus Wazir, Cailleux, Sehgal, Patnaik, Kumar & van den Hoek Ostende, 2022[29] – jedynym przedstawicielem był Ladakhechinus iugummontis Wazir, Cailleux, Sehgal, Patnaik, Kumar & van den Hoek Ostende, 2022
- Palaeoscaptor Matthew & Granger, 1924[30]
- Parvericius Koerner, 1940[31]
- Postpalerinaceus Crusafont i Pairó & Villalta, 1948[32]
- Scymnerix Lopatin, 2003[33] – jedynym przedstawicielem był Scymnerix tartareus Lopatin, 2003
- Sonidolestes Li Lu, Cailleux, Mutu, van den Hoek Ostende & Qiu Zhuding, 2022[34] – jedynym przedstawicielem był Sonidolestes wendusui Li Lu, Cailleux, Mutu, van den Hoek Ostende & Qiu Zhuding, 2022
- Stenoechinus Rich & Rasmussen, 1973[35] – jedynym przedstawicielem był Stenoechinus tantalus Rich & Rasmussen, 1973
- Untermannerix Rich, 1981[36] – jedynym przedstawicielem jest Untermannerix copiosus Rich, 1981.